# 蕉城镇
蕉城镇，是中华人民共和国广东省梅州市蕉岭县下辖的一个乡镇级行政单位。区域面积57.68平方千米。

## 行政区划
蕉城镇下辖以下地区：
城东社区、城北社区、城南社区、城西社区、横岗村、城郊村、黄田村、樟坑村、陂角村、金星村、东山村、湖谷村、龙安村、叟乐村和高畲村。